# Luca Kozák
Luca Kozák (Debrecen, 1º giugno 1996) è un'ostacolista ungherese, detentrice dei record nazionali di disciplina.

## Palmarès
| Anno | Manifestazione  | Sede       | Evento   | Risultato   | Prestazione | Note                                     |
| ---- | --------------- | ---------- | -------- | ----------- | ----------- | ---------------------------------------- |
| 2013 | Mondiali U18    | Donec'k    | 100 m hs | 7ª          | 13"62       |                                          |
| 2014 | Mondiali U20    | Eugene     | 100 m hs | Semifinale  | 13"58       |                                          |
| 2015 | Europei U20     | Eskilstuna | 100 m hs | Argento     | 13"20       |                                          |
| 2016 | Mondiali indoor | Portland   | 60 m hs  | Batteria    | 8"46        |                                          |
| 2016 | Europei         | Amsterdam  | 100 m hs | Batteria    | 13"30       |                                          |
| 2017 | Europei indoor  | Belgrado   | 60 m hs  | Semifinale  | 8"27        |                                          |
| 2017 | Europei U23     | Bydgoszcz  | 100 m hs | Bronzo      | 13"06       |                                          |
| 2017 | Europei U23     | Bydgoszcz  | 4×100 m  | 6ª          | 45"03       |                                          |
| 2017 | Mondiali        | Londra     | 100 m hs | Batteria    | 13"17       |                                          |
| 2017 | Universiadi     | Taipei     | 100 m hs | Bronzo      | 13"19       |                                          |
| 2018 | Mondiali indoor | Birmingham | 60 m hs  | Semifinale  | 8"24        |                                          |
| 2018 | Europei         | Berlino    | 100 m hs | Semifinale  | 12"96       |                                          |
| 2018 | Europei         | Berlino    | 4×100 m  | Batteria    | 44"15       |                                          |
| 2019 | Europei indoor  | Glasgow    | 60 m hs  | Finale      | dns         |                                          |
| 2019 | Mondiali        | Doha       | 100 m hs | Semifinale  | 12"87       |                                          |
| 2021 | Europei indoor  | Toruń      | 60 m hs  | 8ª          | 8"01        |                                          |
| 2021 | Giochi olimpici | Tokyo      | 100 m hs | Semifinale  | dnf         |                                          |
| 2022 | Mondiali indoor | Belgrado   | 60 m hs  | Batteria    | dns         |                                          |
| 2022 | Europei         | Monaco     | 100 m hs | Argento     | 12"69       | =                                        |
| 2023 | Mondiali        | Budapest   | 100 m hs | Semifinale  | 12"73       | [ 1 ] [ 2 ]                              |
| 2024 | Mondiali indoor | Glasgow    | 60 m hs  | 8ª          | 8"01        |                                          |
| 2024 | Europei         | Roma       | 100 m hs | Semifinale  | 13"01       | Miglior prestazione personale stagionale |
| 2024 | Giochi olimpici | Parigi     | 100 m hs | Ripescaggio | 12"96       | Miglior prestazione personale stagionale |
| 2025 | Europei indoor  | Apeldoorn  | 60 m hs  | Finale      | dnf         |                                          |